# Gornji Kućan
Gornji Kućan je naselje u Republici Hrvatskoj, u sastavu Grada Varaždina, Varaždinska županija. 

## Stanovništvo
Prema popisu stanovništva iz 2001. godine, naselje je imalo 1118 stanovnika te 346 obiteljskih kućanstava.
| broj stanovnika | 298   | 325   | 330   | 400   | 461   | 518   | 631   | 688   | 724   | 744   | 834   | 905   | 969   | 1093  | 1118  | 1139  | 1013  |
|                 | 1857. | 1869. | 1880. | 1890. | 1900. | 1910. | 1921. | 1931. | 1948. | 1953. | 1961. | 1971. | 1981. | 1991. | 2001. | 2011. | 2021. |

## Poznate osobe
- Stjepan Hrastovec, hrvatski domovinski i iseljenički književnik i novinar